# Nesna
Nesna ist eine Kommune im norwegischen Fylke Nordland. Die Kommune hat 1770 Einwohner (Stand: 1. Januar 2025). Verwaltungssitz ist der gleichnamige Ort Nesna.

## Geografie
Die Gemeinde liegt an der Küste der Region Helgeland im südlichen Teil des Fylkes Nordland etwa 50 km westlich von Mo i Rana. Sie grenzt an die Nachbarkommune Rana, die weiteren Grenzen verlaufen im Meer. Nesna besteht aus dem äußeren Teil einer Halbinsel zwischen dem Ranfjord und dem Sjona-Fjord, den Inseln Tomma (47 km²), Handnesøya (34 km²) und Hugla (18 km²) sowie einer Reihe weiterer kleinerer Inseln.
Die Ortschaft Nesna liegt an der Westküste des Festlandes. Nesna ist der einzige sogenannte Tettsted, also die einzige Ansiedlung, die für statistische Zwecke als eine städtische Siedlung gewertet wird. Zum 1. Januar 2024 lebten dort 1387 Einwohner. Das Gemeindeareal ist bergig, die höchste Erhebung ist der Tomskjevelen auf der Insel Tomma mit einer Höhe von 921,7 moh.
Die Einwohner der Gemeinde werden Nesnaværing oder auch Nesning genannt. Offizielle Schriftsprache ist wie in vielen Kommunen in Nordland Bokmål, also die weiter verbreitete der beiden norwegischen Sprachformen.

## Geschichte
Die Kommune Nesna wurde nach der Einführung der kommunalen Selbstverwaltung im Jahr 1837 gegründet, im Jahr 1888 wurde daraus Dønnes abgetrennt und als eigenständige Gemeinde weitergeführt. Von dort wurden im Jahr 1962 wieder Teile nach Nesna eingemeindet, ein Teil der zu Nesna gehörenden Insel Løkta wurde hingegen an die neue Kommune Dønna abgegeben. 1964 wurden erneut Gebiete Nesnas an angrenzende Kommunen überführt. Die Bevölkerungszahlen waren von 1945 bis in die 1970er-Jahre rückläufig, seitdem haben sie sich größtenteils stabilisiert. In den Jahren zwischen 2006 und 2016 wuchs die Zahl der Einwohner leicht an.
Im Ort Nesna befindet sich eine Abteilung des Helgeland Museum mit einer archäologischen Ausstellung. Zudem liegt dort die neugotische Holzkirche Nesna kirke, die im Jahr 1880 erbaut wurde. Von 1672 bis 1689 wirkte der bekannte Kirchenliedverfasser Petter Dass als Kaplan in Nesna.
| Jahr          | 1986 | 1990 | 1995 | 2000 | 2005 | 2010 | 2015 | 2020 | 2025 |
| ------------- | ---- | ---- | ---- | ---- | ---- | ---- | ---- | ---- | ---- |
| Einwohnerzahl | 1832 | 1810 | 1795 | 1882 | 1801 | 1786 | 1871 | 1761 | 1770 |

## Wirtschaft
Der wichtigste Arbeitgeber Nesnas ist die öffentliche Verwaltung, dabei vor allem die frühere Hochschule Nesna, heute Teil der Nord Universität. Die Landwirte der Gemeinde sind in den Bereichen der Milchproduktion und der Schafhaltung tätig. In der Vergangenheit zählte die Fischerei zu den wichtigsten Einnahmequelle, sie verlor über die Zeit allerdings an Bedeutung. Im Jahr 2019 arbeiteten von 828 Menschen 629 in Nesna selbst, nur ein geringer Anteil war in Kommunen wie Rana oder Alstahaug tätig.
Die Fähre von Nesna nach Levang in der südlichen Nachbarkommune Leirfjord ist Teil der Küstenstraße Fv17. Darüber hinaus ist Nesna Anlegestelle der Schiffe der Hurtigruten.

## Wappen und Name
Das im Jahr 1989 offiziell gewordene Kommunenwappen zeigt in Blau eine gestürzte halbe goldene Spitze. Es soll stilistisch eine Landspitze darstellen. Nesna wurde etwa im Jahr 1430 als Nesna fiordungr erwähnt.

## Persönlichkeiten
- Hans Christiansen (1867–1938), Segler
- Ida Maria (* 1984), Rocksängerin

## Bilder

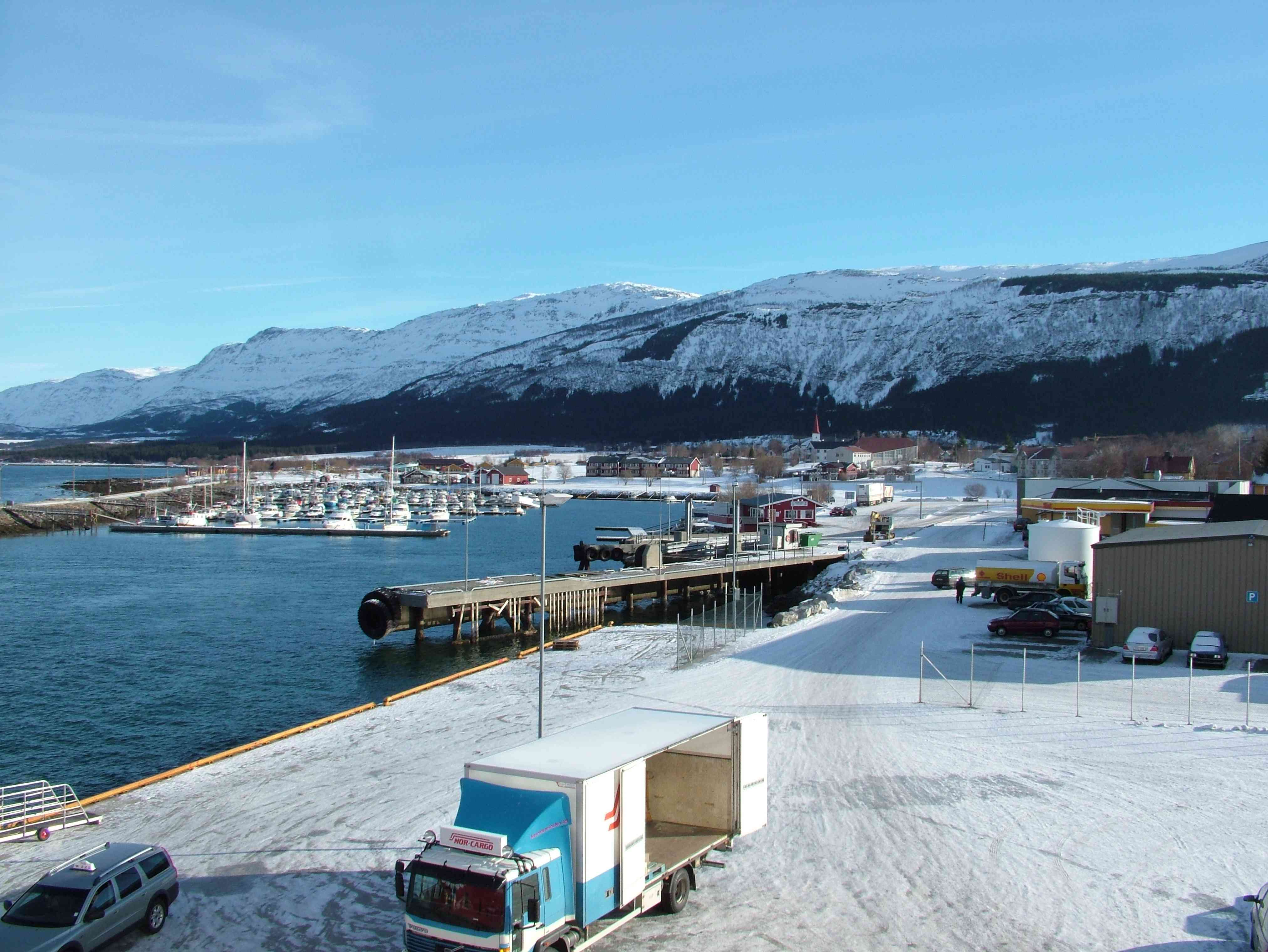
Nesna im Februar 2005 von einem Hurtigruten-Schiff aus
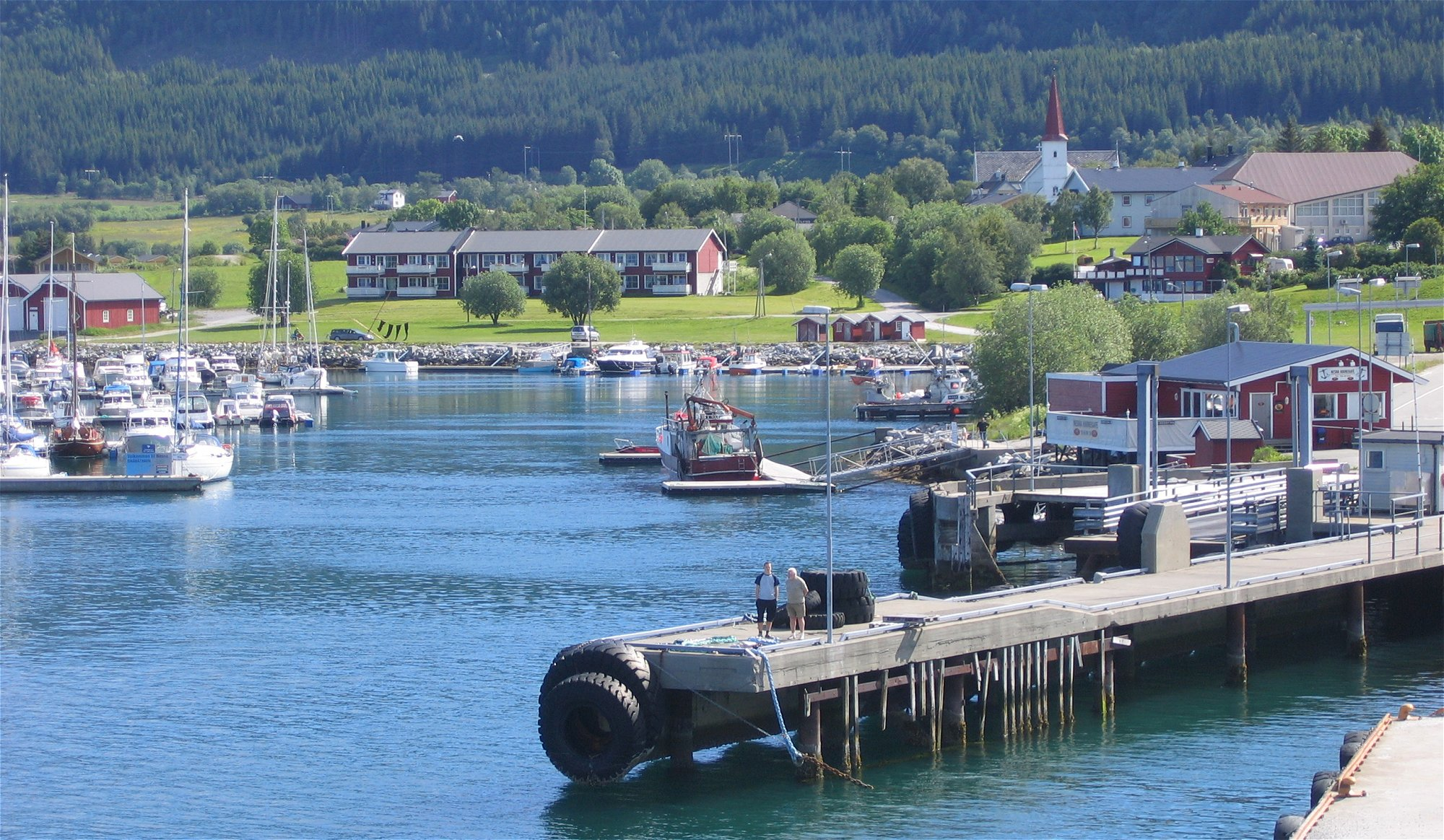
Nesna im Juni 2008 von einem Hurtigruten-Schiff aus